# 29 Геркулеса
29 Геркулеса (лат. 29 Herculis), h Геркулеса (лат. h Herculis), HD 149161 — двойная звезда в созвездии Геркулеса на расстоянии приблизительно 382 световых лет (около 117 парсек) от Солнца. Видимая звёздная величина звезды — +4,843m. Возраст звезды определён как около 6,53 млрд лет.

## Характеристики
Первый компонент — оранжевый гигант спектрального класса K4III, или K4, или K4,5III, или K5, или K7III. Масса — около 1,21 солнечной, радиус — около 42,668 солнечных, светимость — около 383,942 солнечных. Эффективная температура — около 3871 K.
Второй компонент — коричневый карлик. Масса — около 19,36 юпитерианских. Удалён в среднем на 1,861 а.е..